# Мінузіо
Мінузіо (італ. Minusio) — громада  в Швейцарії в кантоні Тічино, округ Локарно.

## Географія
Громада розташована на відстані близько 135 км на південний схід від Берна, 17 км на захід від Беллінцони.
Мінузіо має площу 5,9 км², з яких на 34,1% дозволяється будівництво (житлове та будівництво доріг), 8,9% використовуються в сільськогосподарських цілях, 55% зайнято лісами, 2,1% не є продуктивними (річки, льодовики або гори).

## Демографія
2019 року в громаді мешкало 7281 особа (+4,9% порівняно з 2010 роком), іноземців було 24,4%. Густота населення становила 1242 осіб/км².
За віковим діапазоном населення розподілялося таким чином: 15,9% — особи молодші 20 років, 55,6% — особи у віці 20—64 років, 28,5% — особи у віці 65 років та старші. Було 3602 помешкань (у середньому 2 особи в помешканні).
Із загальної кількості 1803 працюючих 7 було зайнятих в первинному секторі, 342 — в обробній промисловості, 1454 — в галузі послуг.